# Nová filozofická encyklopedie
Nová filosofická encyklopedie (rusky Но́вая филосо́фская энциклопе́дия) je ruskojazyčná odborná encyklopedie za redakce Alexandra Ogurcova aj. Encyklopedii vydal Filozofický ústav RAV v roce 2010.